# Płużne (wieś)
Płużne  (ukr. Плужне) – wieś w zachodniej części Ukrainy, w rejonie szepetowskim (do 19 lipca 2020 r., rejon zasławski) obwodu chmielnickiego, nad Ustią (dorzecze Wilii). W 2001 miejscowość liczyła 3297 mieszkańców.

## Historia
Pierwsza pisemna wzmianka pochodzi z roku 1576. Wtedy Płużne było własnością Ostrogskich w Rzeczypospolitej. Następni jego właściciele to m.in. Koniecpolscy, Jabłonowscy, Tyszkiewiczowie. Od 1793 w zaborze rosyjskim, miasteczko powiatu ostrogskiego. Podczas wojny ukraińsko-radzieckej, w listopadzie 1920 zajęte przez Armię Czerwoną i włączone do marionetkowej Ukraińskiej SRR. W 1930 mieszkańcy Płużnego rozpoczęli powstanie przeciwko bolszewikom, które rozszerzyło się na okoliczne wioski i zostało stłumione przez wojska OGPU.

## Zabytki
- pałac – ks. Stanisław Wincenty Jabłonowski, kasztelan krakowski w drugiej połowie XIX w. wybudował od podstawa willowy pałac na miejscu starego dworu. W obiekcie z wieżą widokową i loggiami znajdowało się przeniesione z Krzewina archiwum Jabłonowskich z bogatą kolekcją druków i obrazów. Zbiory te przepadły w 1919 r. Po pałacu pozostały dwa rysunki Napoleona Ordy oraz fotografie.

## Demografia
Płużne liczy około 3 tysięcy mieszkańców. W 1978 miasteczko miało aż 5600 mieszkańców – najwięcej w historii Płużnego W ostatnich latach ludności zaczęło ubywać. Tendencja spadkowa charakteryzuje procesy migracji ze wsi do miast i za granicę, spowodowane głównie dużym bezrobociem i brakiem wyższych uczelni. Według danych z 2001 roku, wieś liczy 3297 mieszkańców.

## Osoby związane z Płużnem
- Roman Bortnik
- Ludgarda Jabłonowska
- Antoni Barnaba Jabłonowski
- Wacław Jabłonowski
- Kazimierz Piątkowski
- Adela Elżbieta Tyszkiewicz
- Benedykt Tyszkiewicz
- Benedykt Henryk Tyszkiewicz
- Edward Tyszkiewicz

## Literatura
- Roman Aftanazy, Dzieje rezydencji na dawnych kresach Rzeczypospolitej, Wrocław 1994, t. 5, s. 368-370.